# György Lukács (Politiker)

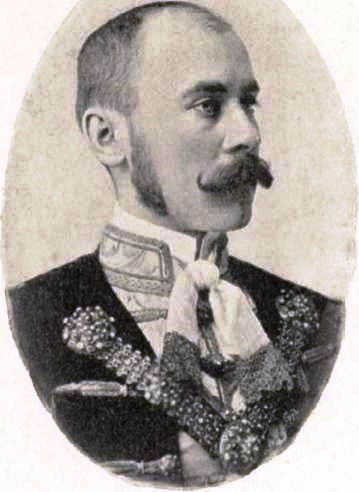
György Lukács, 1899

György Lukács von Erzsébetváros, seit 1912 Baron Lukács von Erzsébetváros (* 10. September 1865 in Nagyvárad, Komitat Bihar; † 28. September 1950 in Budapest) war ein ungarischer Politiker und Minister für Kultus und Unterricht (1905/06).

## Leben
Lukács studierte Jura an der Universität in Budapest und arbeitete von 1887 bis 1897 im k.u. Innenministerium. Nach kurzer Tätigkeit als Reichstagsabgeordneter der Liberalen Partei für den Wahlkreis Abrudbánya im Komitat Alsó-Fehér 1896/97, wurde Lukács 1897 Obergespan des Komitats Békés und ab 1901 auch von Hódmezővásárhely. Von 18. Juni 1905 bis 6. März 1906 war er in der Beamtenregierung von Ministerpräsident Géza Fejérváry Minister für Kultus und Unterricht. Nach dem Weltkrieg war Lukács in der Interparlamentarischen Union und beim Völkerbund tätig. Bis 1931 war er Parlamentsabgeordneter.